# Barbudo
Barbudo (Polydactylus virginicus) är en fiskart som först beskrevs av Carl von Linné 1758.  Barbudo ingår i släktet Polydactylus och familjen Polynemidae. Inga underarter finns listade.

## Bildgalleri

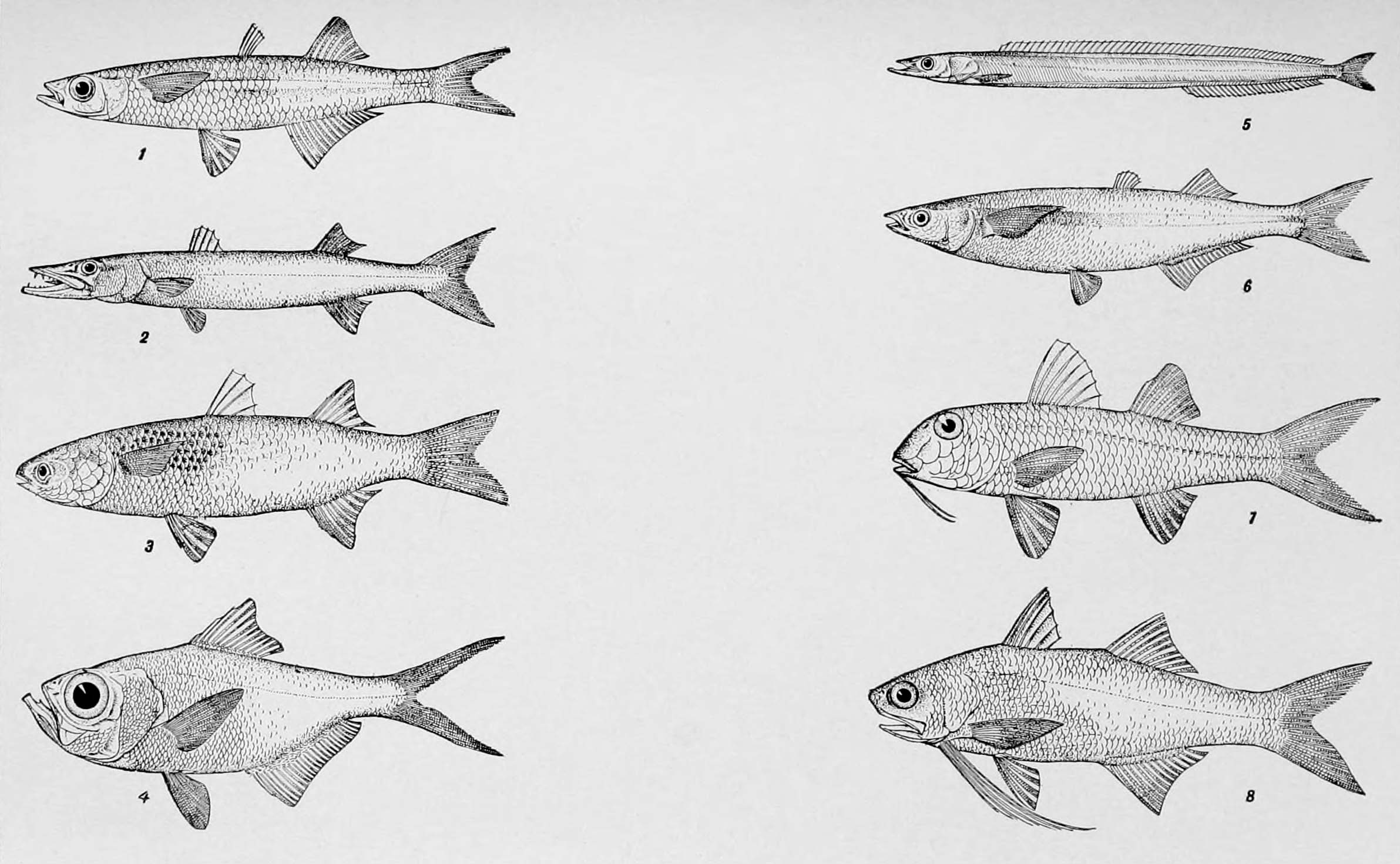
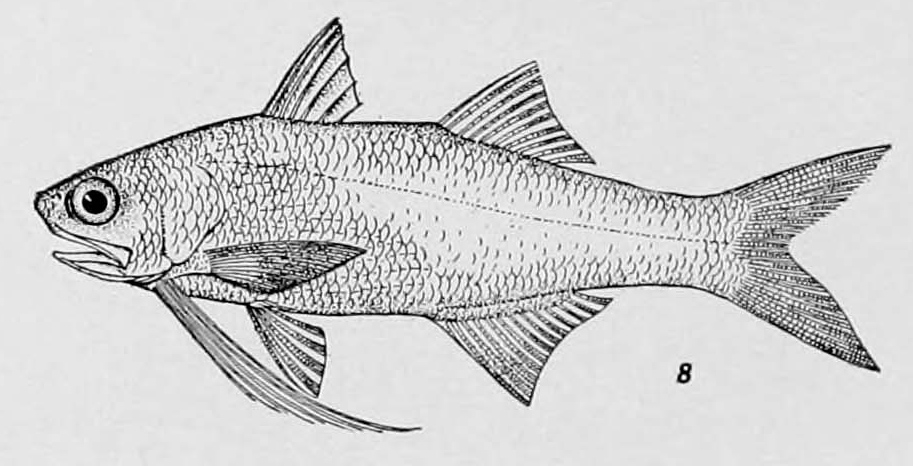